# 제주영화제
제주영화제는 매년 9월에 제주특별자치도에서 개최되는 영화제다.

## 목적
- 제주특별자치도 지역의 독립 영화 활성화를 위해 개최되는 영화제다.
- 영화 매니아 중심으로 추진되는 비경쟁 독립 영화 성격의 영화제다.

## 성격
매년 9월에 개최되는 민간 차원의 독립 영화 영화제다.

## 평가
전국 단위 독립 영화 영화제로 독립 영화 제작 활성화에 기여하고 있다.

## 영화제
2010년부터 2012년까지 3년간 열리지 않았다.
- 2002년: 제1회 제주영화제
- 2003년: 제2회 제주영화제
- 2004년: 제3회 제주영화제
- 2005년: 제4회 제주영화제
- 2006년: 제5회 제주영화제
- 2007년: 제6회 제주영화제
- 2008년: 제7회 제주영화제
- 2009년: 제8회 제주영화제
- 2013년: 제9회 제주영화제
- 2014년: 제10회 제주영화제
- 2015년: 제11회 제주영화제
- 2016년: 제12회 제주영화제
- 2017년: 제13회 제주영화제
- 2018년: 제14회 제주영화제
- 2019년: 제15회 제주영화제
- 2020년: 제16회 제주영화제
- 2021년: 제17회 제주영화제
- 2022년: 제18회 제주영화제
- 2023년: 제19회 제주영화제